# The Midsummer Marriage
The Midsummer Marriage è un'opera in tre atti, con musiche e libretto di Michael Tippett. La prima esecuzione ha avuto luogo al Covent Garden, il 27 gennaio 1955, diretta da John Pritchard. L'accoglienza dell'opera è stata controversa, per la percezione di una certa confusione riguardo al libretto e all'uso di simboli e riferimenti psicologici da parte di Tippett. Tuttavia l'opera ricevette almeno altre dieci produzioni, comprese altre due produzioni alla Royal Opera, in Inghilterra, Galles, Scozia, Germania, Svezia e Stati Uniti.
La prima esecuzione fu registrata ed è stata pubblicata su compact disc. Il Covent Garden riprese per la prima volta il lavoro nel 1968, diretto da Colin Davis con le Danze Rituali coreografate da Gillian Lynne ed in seguito nel 1970 ed in questa occasione la produzione costituì la base della prima registrazione commerciale. Tippett ha estratto le Quattro Danze Rituali dall'opera come un brano a sé stante.

## Origine della storia
La storia di The Midsummer Marriage è stata consapevolmente modellata sul Flauto magico di Mozart. Entrambi tracciano il percorso verso il matrimonio di una coppia "reale" e una "comune": Jenifer e Mark corrispondono a Pamina e Tamino, i terreni Jack e Bella a Papageno e Papagena. King Fisher sostituisce la Regina della notte, gli Antichi per Sarastro e i suoi sacerdoti e così via.
Ma la prima ispirazione del compositore per il lavoro fu visiva: Tippett ricordò di aver immaginato "una collina boscosa con un tempio, dove un giovane caldo e tenero veniva respinto da una giovane donna fredda e dura a tal punto che gli archetipi prendono il controllo, anima e animus di Jung".
Il personaggio Sosostris prende il nome da "Madame Sosostris, la famosa chiaroveggente", nel poema di T. S. Eliot "The Waste Land" e il nome di King Fisher è ispirato al personaggio del Re Pescatore menzionato nella stessa poesia. A Tippett venne inizialmente l'idea di tentare un dramma in versi leggendo le opere di Eliot e lui tenne una corrispondenza con il poeta per chiedergli di collaborare al libretto per la sua opera, affrontando poi il lavoro lui stesso quando Eliot rifiutò.

## Storia dell'esecuzione
La Royal Opera House ha montato tre produzioni di The Midsummer, nel 1955, 1968 e 1996. La produzione del 1996 è stata ripresa nel 2005, in occasione del centenario della nascita di Tippett. La sontuosa produzione originale (1955) aveva costumi e scenografie di Barbara Hepworth e coreografie di John Cranko.
Nel 1976 la Welsh National Opera ha messo in scena una produzione progettata da Annena Stubbs, che andò in tournée in città come Leeds. Il cast comprendeva Felicity Lott nei panni di Jenifer ed Helen Watts, che aveva interpretato il ruolo a Londra nel 1968 e lo aveva registrato nel 1970, come Sosostris. David Cairns scrisse che fu questa produzione a mostrare che l'opera "risponde molto prontamente a una messa in scena semplice e fantasiosa e che non ci sono mai stati problemi seri [con essa] se non nel nostro atteggiamento".
Altre produzioni britanniche sono state messe in scena dalla English National Opera e da Opera North, entrambe nel 1985, e dalla Scottish Opera nel 1988.
All'estero l'opera ha avuto almeno cinque produzioni. La prima tedesca è stata il 29 settembre 1973, al Badisches Staatstheater Karlsruhe con Lieselotte Rebmann come Jennifer. Un'altra produzione tedesca è stata alla Bayerische Staatsoper nel 1998. Altre produzioni sono state a Stoccolma nel 1982, San Francisco nel 1983, New York City Opera nel 1993 e la Lyric Opera di Chicago nel 2005.
Le esecuzioni in concerto sono state date al London Proms del 1977, effettuata con le forze riunite per la produzione del 1976 di WNO, e di Boston nel 2012. La performance in concerto di Andrew Davis ai BBC Proms nel 2013 è stata ritrasmessa su BBC Radio 3 il 23 luglio 2020.

## Ruoli
| Ruolo                                                        | Registro vocale | Cast della Premiere, 27 January 1955 (Direttore: John Pritchard) | Cast della prima registrazione in studio, 1970 (Direttore: Sir Colin Davis) | Cast della produzione Welsh National Opera, 1976(Direttore: Richard Armstrong) |
| ------------------------------------------------------------ | --------------- | ---------------------------------------------------------------- | --------------------------------------------------------------------------- | ------------------------------------------------------------------------------ |
| Mark, un giovane di origini sconosciute                      | tenore          | Richard Lewis                                                    | Alberto Remedios                                                            | John Treleaven                                                                 |
| Jenifer, la sua promessa sposa                               | soprano         | Joan Sutherland                                                  | Joan Carlyle                                                                | Jill Gomez                                                                     |
| King Fisher, padre di Jenifer, un uomo d'affari              | baritono        | Otakar Kraus                                                     | Raimund Herincx                                                             | Raimund Herincx                                                                |
| Bella, segretaria di King Fisher                             | soprano         | Adele Leigh                                                      | Elizabeth Harwood                                                           | Mary Davies                                                                    |
| Jack, il ragazzo di Bella, un meccanico                      | tenor           | John Lanigan                                                     | Stuart Burrows                                                              | Arthur Davies                                                                  |
| Sosostris, una chiaroveggente                                | contralto       | Oralia Domínguez                                                 | Helen Watts                                                                 | Helen Watts                                                                    |
| L'Antica, sacerdotessa del tempio                            | mezzosoprano    | Edith Coates                                                     | Elizabeth Bainbridge                                                        | Maureen Guy                                                                    |
| L'Antico, sacerdote del tempio                               | basso           | Michael Langdon                                                  | Stafford Dean                                                               | Paul Hudson                                                                    |
| Strephon, un danzatore                                       | silenzioso      | Pirmin Trecu                                                     |                                                                             | Hugh Spight                                                                    |
| Una voce                                                     | contralto       | Monica Sinclair                                                  |                                                                             |                                                                                |
| Danzatore                                                    | tenore          | Andrew Daniels                                                   | Andrew Daniels                                                              | John Harris                                                                    |
| Ubriaco                                                      | basso           | Gordon Farrell                                                   | David Whelan                                                                | Gareth Rhys-Davies                                                             |
| Un vecchio                                                   | basso           | Frederick Dalberg                                                |                                                                             |                                                                                |
| Gli amici di Mark e Jennifer, ballerini addetti agli Antichi |                 |                                                                  |                                                                             |                                                                                |

## Orchestrazione
2 flauti (entrambi anche ottavini), 2 oboi, 2 clarinetti, 2 fagotti, 4 corni francesi, 2 trombe, 3 tromboni, timpani e due percussionisti che suonano: rullante, grancassa, piatti, triangolo, gong, campane tubolari, arpa, celesta e archi.

## Trama
L'opera è ambientata in una radura boschiva, con un gruppo di edifici su un lato. Gli edifici assomigliano a un santuario, con un tempio greco nel mezzo. Una serie di scale a chiocciola conduce a destra e si interrompe a mezz'aria. A sinistra, scendono verso la collina. I costumi sono contemporanei, a parte i ballerini e gli Antichi.

### Atto 1 (Mattino)
Un gruppo di giovani entra nella radura, sorpresi dagli strani edifici. Si nascondono mentre Strephon conduce i ballerini e gli Antichi fuori dal tempio. Mark emerge e chiede un nuovo ballo in onore del giorno del suo matrimonio. Gli Antichi lo avvertono dei pericoli nel contrastare la tradizione. Per dimostrare la cosa, l'Antico fa inciampare Mark mentre balla. La sua sposa Jenifer arriva, ma è lontana, essendo fuggita da suo padre, il King Fisher. Sale la scala di pietra e scompare.
King Fisher arriva e Mark entra nella caverna. King Fisher pensa che Jenifer sia con Mark e chiama Jack per abbattere i cancelli dopo che gli Antichi si rifiutano di lasciarlo entrare. Durante la discussione, ricompare una radiosa Jenifer. Anche Mark ritorna, rosso sangue incandescente. Rappresentando "cielo stellato" e "terra feconda", i due si confrontano. Jenifer dice che la sua anima è libera dalla sofferenza terrena, mentre Mark afferma di aver acquisito un nuovo apprezzamento per il miracolo della mortalità. Jenifer cerca di mostrare a Mark il suo errore in uno specchio, ma Mark fa cadere lo specchio che si frantuma. La coppia inverte i loro percorsi e Jenifer scende sulla collina mentre Mark sale le scale e scompare.

### Atto 2 (Pomeriggio)
Nella radura, Jack e Bella si incontrano e decidono di sposarsi. Camminano nel bosco e Strephon emerge con i suoi ballerini per eseguire tre rituali. Nel primo, un segugio insegue una lepre, ma la lepre scappa. Nella seconda, una lontra insegue un pesce, che si ferisce nella radice di un albero. Nel terzo, un uccello con un'ala spezzata viene catturato da un falco. Bella è terrorizzata dai rituali. Jack la conforta mentre si ricompone. Rassicurati, riprendono il loro intermezzo giocoso e scappano nel bosco.

### Atto 3 (Sera e notte)
King Fisher ordina al gruppo di giovani di andare a prendere Madame Sosostris, la sua chiaroveggente. È determinato a contrastare gli Antichi, convinto che siano responsabili della scomparsa di Jenifer. Il gruppo torna con Sosostris e King Fisher le ordina di rivelare la posizione di Jenifer. Lei lo mette in guardia contro tali indagini nel mondo dei sogni, ma rivela che Jenifer giace in un prato in compagnia di un leone alato che ha le braccia e il volto di un uomo. Infuriato, King Fisher insiste che Sosostris gli sta mentendo e cerca di toglierle i veli.
Mentre le toglie i veli, iniziano a brillare. Quando le ha tolto tutti i veli, trova un bocciolo incandescente, che sboccia per rivelare Mark e Jenifer. King Fisher punta la sua pistola contro Mark, ma la coppia si interrompe dal loro stato meditativo per affrontare King Fisher, facendogli mancare il cuore. La folla porta il suo corpo nel tempio. Strephon esce dal tempio con i suoi ballerini per eseguire un quarto rituale, che celebra l'amore carnale trasformandolo nel fuoco dell'amore divino. Il rituale si conclude quando il bocciolo si chiude intorno a Mark e Jenifer e prende fuoco.
Quando il fuoco si placa, Mark, Jenifer e gli Antichi se ne sono andati. Quando la luce della luna svanisce, Mark e Jenifer entrano nella radura da lati opposti, vestiti per il loro matrimonio. Scendono dalla collina con la folla al sorgere del sole. L'alba rivela che gli edifici non erano mai stati altro che rovine.

## Incisioni
- Gala GL100.524 (1997): Richard Lewis; Joan Sutherland; Adele Leigh; Edith Coates; John Lanigan; Monica Sinclair; Otakar Kraus; Covent Garden Chorus and Orchestra; John Pritchard, direttore. Registrazione dal vivo della prima del 1955.
- Philips 6703.027 (1971, 3-LP set, inciso alla Wembley Town Hall, Luglio 1970). Ristampato su CD da Lyrita: SRCD.2217, 1995: Alberto Remedios; Joan Carlyle; Raimund Herincx; Elizabeth Harwood; Stuart Burrows; Helen Watts; Covent Garden Chorus and Orchestra; Colin Davis, direttore[31]